# Poltergeist (polter.pl)
Poltergeist (także Polter.pl, dawniej rpg.net.pl) – jeden z największych polskich portali internetowych poświęconych fantastyce. W jego skład wchodzą serwisy tematyczne poświęcone literaturze, kinu, komiksom, grom fabularnym, planszowym, bitewnym, karcianym, komputerowym i konsolowym oraz konwentom. Oprócz tego Polter.pl jest platformą blogerską, zawiera też forum dyskusyjne.
Wydawcą i właścicielem portalu Polter.pl jest InteliMedia.

## Historia
Polter.pl został założony jako magazyn internetowy w 2000 roku. Po pierwszym numerze i kilku miesiącach pracy został przekształcony w portal internetowy. Od 2004 roku wydawcą portalu jest Przemysław Prekurat. Zmiany w wyglądzie strony zostały wprowadzone w 2009 roku, a w 2011 zaprezentowano płatną usługę Polter Plus, wprowadzającą drobne udogodnienia w użytkowaniu serwisu oraz możliwość wygrania nagród w cyklicznych losowaniach.

### Wyróżnienia
Polter.pl doczekał się kilku wyróżnień za swoją działalność:
- w grudniu 2003 roku tygodnik Wprost wyróżnił serwis Poltergeist tytułem strony tygodnia[2].
- w kwietniu 2005 roku Polter.pl został wyróżniony przez polską edycję miesięcznika Playboy[3].
- w 2003 roku Międzynarodowe Stowarzyszenie Webmasterów i Designerów (International Association of Webmasters and Designers -IAWMD) przyznało portalowi dwa wyróżnienia Golden Web Award (za projekt galerii i strony głównej serwisu)[4].

## Redakcja
1 lipca 2010 roku redaktorem naczelnym serwisu został Maciej Reputakowski, zastępując na tym stanowisku Przemysława Prekurata. Przed nimi funkcję tę piastowali - kolejno - Tomasz Dzierżek, Maciej Dzierżek, Rafał Błaszczak, Przemysław Prekurat i Piotr Brewczyński.
Strukturalnie redakcja Poltergeista jest podzielona na szereg mniejszych podredakcji tematycznych, kierowanych przez redaktorów naczelnych działu.

## Patronaty
Poltergeist patronuje wielu publikacjom na rynku polskim - zarówno książkowym i komiksowym, jak i growym. Wspiera również liczne inicjatywy konwentowe w Polsce.

## Forum
Integralną częścią serwisu jest forum dyskusyjne. Serwis Poltergeist posiada jedno z największych w Polsce forów poświęconych fantastyce (zarejestrowanych ponad 49049 użytkowników, którzy zamieścili na nim niemal milion wypowiedzi).

## Blogi
Każdy zarejestrowany użytkownik serwisu Poltergeist może łatwo założyć swojego osobistego bloga zintegrowanego z portalem. W szczytowym momencie w blogosferze serwisu pojawiało się miesięcznie około 200 wpisów.

## Zloty
Redakcja Poltergeista organizowała zloty Poltergeista – około tygodniowe spotkania wakacyjne, podczas których można było spotkać się z członkami redakcji i pozostałymi fanami portalu. Przyjazd na zlot był dobrowolny i otwarty dla wszystkich chętnych.